# Liste von Persönlichkeiten der Stadt Lausanne
Diese Liste enthält in Lausanne geborene Persönlichkeiten sowie solche, die in Lausanne ihren Wirkungskreis hatten, ohne dort geboren zu sein. Beide Abschnitte sind jeweils chronologisch nach dem Geburtsjahr sortiert. Die Liste erhebt keinen Anspruch auf Vollständigkeit.

## In Lausanne geborene Persönlichkeiten

### Bis 1800
- Henri Gras (um 1595–1665), Arzt und Editor medizinischer Literatur
- Elie Merlat (1634–1705), französischer evangelischer Geistlicher und Hochschullehrer
- Gabriel Bergier (1659–1736), evangelischer Geistlicher und Hochschullehrer
- Jean-Pierre de Crousaz (1663–1750), Professor und Philosoph
- Georges Polier de Bottens (1675–1759), evangelischer Theologe und Hochschullehrer
- Samuel Constant de Rebecque (1676–1756), niederländischer Generalleutnant
- Jean-Pierre Bergier (1685–1743), evangelischer Geistlicher, der den Freiheitskämpfer Major Jean Daniel Abraham Davel auf den Richtplatz am 24. April 1723 in Vidy begleitete
- César de Saussure (1705–1783), Schweizer Reiseschriftsteller
- Cathérine Vicat (1712–1772), Naturforscherin und Imkerin
- Louis-Henri Fourgeoud (1717–1779), Schweizer Offizier in fremden Diensten, der an der Niederschlagung von zwei Sklavenaufständen beteiligt war
- Jean-Philippe de Chéseaux (1718–1751), Astronom
- Louise de Corcelles (1726–1796), Pastell-Porträtmalerin und Dekorationsmalerin
- Elisabeth Marcel (1745–1805), Gründerin einer Baumwollspinnerei in Lausanne
- Louis d'Illens (1749–1819), Kaufmann und Sklavenhändler
- David Levade (1750–1834), evangelischer Geistlicher und Hochschullehrer
- Henri Struve (1751–1826), Chemiker, Mineraloge und Hochschullehrer
- Isabelle de Montolieu (1751–1832), Schriftstellerin
- Louis Auguste Curtat (1759–1832), evangelischer Geistlicher, Hochschullehrer und Politiker
- Samuel Jacques Hollard (1759–1832), Politiker
- Jean-Xavier Lefèvre (1763–1829), Komponist, Musikpädagoge und Klarinettist
- Jean-Alexandre-Guillaume Leresche (1763–1853), evangelischer Geistlicher, Hochschullehrer und Politiker
- Benjamin Constant (1767–1830), französisch-schweizerischer Schriftsteller, Politiker und Staatstheoretiker
- Jean-Louis-Ebenezer Reynier (1771–1814), französischer General
- Louis Reymond (1772–1821), Politiker und Publizist
- Franz Hegi (1774–1850), Maler und Kupferstecher
- Jean Louis Burckhardt (1784–1817), Orientreisender
- Charles Secrétan (1784–1858), Jurist und Politiker
- Charles Amédée Kohler (1790–1874), Chocolatier und Unternehmer
- Adrien Pichard (1790–1841), Architekt
- Adolphe Bauty (1798–1880), evangelischer Geistlicher und Politiker

### 1801 bis 1850
- Louis François Antoine Curtat (1801–1868), evangelischer Geistlicher, Hochschullehrer und Politiker
- Auguste Nicolas von Clavel (1803–1842), Mathematiker
- Guillaume de Felice (1803–1871), evangelischer Geistlicher und Hochschullehrer in Toulouse
- Gottfried Scholl (1803–1865), Offizier und Berner Grossrat
- Samson Vuilleumier (1804–1889), evangelischer Geistlicher und Rektor der Universität Lausanne
- François Briatte (1805–1877), Politiker
- Adrien Constant de Rebecque (1806–1876), Richter, Politiker und Fotograf
- Édouard Dapples (1807–1887), Politiker
- Louis Wenger (1809–1861), Architekt und Politiker
- Jenny Enning (1810–1880), Wohltäterin
- Charles Secrétan (1815–1895), Philosoph
- Achilles Renaud (1819–1884), Jurist und Hochschullehrer
- Auguste de Molin (1821–1890), Tier-, Jagd- und Reisemaler
- Louis Joël (1823–1892), Politiker
- Charles Bessières (1826–1901), französisch-schweizerischer Bankier und Politiker
- Jean-Jacques Mercier-Marcel (1826–1903), Unternehmer
- Louis Gonin (1827–1898), Ingenieur
- François Bocion (1828–1890), Maler
- Eugène Renevier (1831–1906), Geologe und Paläontologe
- Jules Brun (1832–1898), Politiker
- Louis Ruchonnet (1834–1893), Politiker und Rechtsanwalt
- Alphonse Rivier (1835–1898), Jurist und Rechtshistoriker
- Samuel Cuénoud (1838–1912), Politiker
- Jules Piccard (1840–1933), Chemiker
- Gabriel de Rumine (1841–1871), russisch-schweizerischer Bauingenieur
- Eugène Grasset (1845–1917), französischer Bildhauer, Maler und Illustrator
- Dora Melegari (1849–1924), Schriftstellerin

### 1851 bis 1900
- Jean-Jacques Mercier-de Molin (1859–1932), Unternehmer, Politiker und Mäzen
- Théophile-Alexandre Steinlen (1859–1923), französischer Maler, Zeichner, Grafiker und Illustrator
- Marie Feyler (1865–1947), Ärztin und Frauenrechtlerin
- Félix Vallotton (1865–1925), französisch-schweizerischer Maler, Grafiker, Holzstecher und Schriftsteller
- Henri Veillon (1865–1932), Physiker
- Jules Amiguet (1867–1946), evangelischer Geistlicher und Hochschullehrer
- Bruno Galli-Valerio (1867–1943), Direktor des Labors für Bakteriologie, experimentelle Pathologie und Hygiene an der Universität Lausanne
- Gustave Bettex (1868–1921), Politiker
- Jules Gonin (1870–1935), Augenarzt, Gründer der Schweizer Ophthalmologischen Gesellschaft
- Ernest Bovet (1870–1941), Romanist
- Oscar Rapin (1870–1941), Politiker
- Nora Gross (1871–1929), Künstlerin, Kunstpädagogin und Schulleiterin
- Paul Rosset (1872–1954), Politiker
- René Guisan (1874–1934), evangelischer Geistlicher und Hochschullehrer
- Marcel Ney (1874–1928), Statistiker
- Alexandre Denéréaz (1875–1947), Organist und Komponist
- Paul-Louis Mercanton (1876–1963), Physiker, Meteorologe, Glaziologe und Hochschullehrer
- Charles Ferdinand Ramuz (1878–1947), Schriftsteller, Lyriker, Essayist und Nationaldichter
- Pierre Cérésole (1879–1945), Pazifist, Quäker, Mathematiker und Gründer des SCI
- François Guisan (1880–1953), Jurist
- Paul Perret (1880–1947), Politiker
- Carl Roth (1880–1940), Historiker, Bibliothekar und Denkmalpfleger
- Carlo Colombi (1883–1966), Ingenieur und Hochschullehrer
- Franz-Rudolf von Weiss (1885–1960), Diplomat
- Aloïse Corbaz (1886–1964), Künstlerin
- André Bonnard (1888–1959), Gräzist
- Frédéric Rüedi (1889–1962), Direktor der Eidgenössischen Finanzkontrolle in Bern
- Charles Blanc-Gatti (1890–1966), Künstler und Kunsttheoretiker
- Henry Vallotton (1891–1971), Politiker, Diplomat und Schriftsteller
- Germaine Martin (1892–1971), Photographin
- Paul Demiéville (1894–1979), schweizerisch-französischer Sinologe
- Maurice Thöni (1897–1980), Akkordeonist, Komponist und Musikherausgeber
- Max René Francillon (1899–1983), Orthopäde und Hochschullehrer in Zürich
- Henri Meylan (1900–1978), evangelischer Theologe und Hochschullehrer

### 1901 bis 1925
- Tadeusz Adamowski (1901–1994), polnischer Eishockeyspieler und -trainer
- Henri Germond (1901–1985), Schweizer evangelischer Geistlicher und Hochschullehrer
- André Marcel (1902–1996), Journalist, Dramaturg und Schriftsteller
- Alfred Métraux (1902–1963), Ethnologe
- Jean Peitrequin (1902–1969), Politiker
- Alejo Carpentier (1904–1980), kubanisch-französischer Schriftsteller
- Robert Chessex (1904–1987), Schriftsteller
- Avanti Martinetti (1904–1970), italienischer Bahnradsportler
- Daniel Simond (1904–1973), Schriftsteller
- Huguette Chausson (1905–1986), Journalistin, Redaktorin und Schriftstellerin
- Marcel Regamey (1905–1982), Politiker
- Colin Martin (1906–1995), Jurist und Numismatiker
- Monika Meyer-Holzapfel (1907–1995), Zoodirektorin, Autorin und Honorarprofessorin
- Anne Fontaine (1908–2004), Schriftstellerin
- Erik Nitsche (1908–1998), Grafiker und Grafikdesigner, Industriedesigner und Grafikdesigner
- Friedrich Ludwig Berzeviczy-Pallavicini (1909–1989), (ungarisch-)österreichischer Maler und Graphiker, Innenarchitekt und Bühnenbildner.
- Randoll Coate (1909–2005), britischer Geheimdienstler, Diplomat, Amateurdesigner und Gelegenheitsautor
- Lélo Fiaux (1909–1964), Malerin und Aquarellistin
- Charles-François Landry (1909–1973), Schriftsteller
- Jacques Mercanton (1910–1996), Schriftsteller, Essayist und Universitätsprofessor
- Soulima Strawinski (1910–1994), russisch-schweizerischer Komponist und Pianist
- Pierre Bonnard (1911–2003), Schweizer evangelischer Geistlicher und Hochschullehrer
- Jacques Freymond (1911–1998), Historiker
- Louis Guisan (1911–1998), Politiker
- S. Corinna Bille (1912–1979), Schriftstellerin
- Giancarlo Cappelli (1912–1982), italienischer Filmeditor und Filmproduzent
- Roger Verey (1912–2000), polnischer Ruderer
- Oswald Zappelli (1913–1968), Fechter
- Georges Borgeaud (1914–1998), Schriftsteller
- Anthony of Sourozh (1914–2003), Bischof der Russisch-Orthodoxen Kirche in Großbritannien und Irland
- Georges-André Chevallaz (1915–2002), Politiker
- François Genoud (1915–1996), Bankier und Helfer von NS-Verbrechern sowie arabischen Terroristen
- Charles Lichtenthaeler (1915–1993), Arzt und Medizinhistoriker
- Dimitrios Negrepontis (1915–1996), griechischer Schiffsreeder und Skisportler
- Jacques Aubert (1916–1995), Entomologe
- Maurice Chappaz (1916–2009), Schriftsteller
- Jean-Jacques von Allmen (1917–1994), evangelischer Geistlicher und Hochschullehrer
- Hélène Boschi (1917–1990), Pianistin
- Jean-Jacques Siegrist (1918–1992), Historiker
- Roger Desponds (1919–1989), Manager
- François Lasserre (1919–1989), Klassischer Philologe
- Gaston-Armand Amaudruz (1920–2018), Publizist und Holocaustleugner
- Danielle Bridel (1920–2004), Juristin
- Nanos Valaoritis (1921–2019), griechischer Dichter und Literaturwissenschaftler
- Claude Bonnard (1922–1994), Politiker
- Claude Bridel (1922–2007), evangelische Geistlicher und Hochschullehrer
- Jeanlouis Cornuz (1922–2007), Schriftsteller und Übersetzer
- Jean-Pierre Moulin (1922–2023), Journalist, Schriftsteller und Bühnenautor
- Francine-Charlotte Gehri (1923–2022), Schriftstellerin
- Denise Letourneur (1923–1984), Akkordeonistin
- Jean-Claude Stehli (1923–2001), Maler und Zeichner
- Freddy Buache (1924–2019), Journalist, Filmkritiker, Filmhistoriker, Co-Direktor des Internationalen Filmfestivals von Locarno
- Pierre Dubas (1924–2006), Bauingenieur
- Jean-Claude Hesselbarth (1925–2015), Maler, Zeichner und Kunstpädagoge
- Alice Pauli (1922–2022), Galeristin, Bildhauerin und Mäzenin

### 1926 bis 1950
- Gunilla Palmstierna-Weiss (1928–2022), schwedische Bildhauerin, Keramikerin, Bühnen- und Kostümbildnerin sowie Autorin
- Paul-René Martin (1929–2002), Politiker
- Grisélidis Réal (1929–2005), Prostituierte, Künstlerin und Buchautorin
- Jean-Claude Grèt (1930–2001), Radrennfahrer
- Jean-François Bergier (1931–2009), Sozial- und Wirtschaftshistoriker
- François Gross (1931–2015), Journalist
- Philippe Renaud (1931–2021), romanistischer Literaturwissenschaftler und Schriftsteller
- Eric Tappy (1931–2024), Opernsänger
- Raymond Court (1932–2012), Jazzmusiker
- Daniel L. Vischer (* 1932), Wasserbauingenieur
- Mike Salmon (1933–2016), britischer Autorennfahrer
- Umberto Maggioni (* 1933), Bildhauer, Zeichner, Grafiker und Schmuckdesigner
- Umberto Agnelli (1934–2004), italienischer Unternehmer
- Michel Goeldlin (1934–2012), schweizerisch-US-amerikanischer Schriftsteller
- Jean-François Leuba (1934–2004), promovierter Jurist, Rechtsanwalt und Politiker
- Hans Weber (1934–1965), Fussballspieler
- Jean Balissat (1936–2007), Komponist, Musikpädagoge, Musiker und Dirigent
- Luc Chessex (* 1936), Fotograf
- Charles Dutoit (* 1936), Dirigent
- Gilbert Facchinetti (1936–2018), Unternehmer italienischer Herkunft, Präsident Neuchâtel Xamax
- Frédy Girardet (* 1936), Koch
- Francine Simonin (1936–2020), schweizerisch-kanadische Malerin und Grafikerin
- Michel Thévoz (* 1936), Kunsthistoriker
- Christiane Jaccottet (1937–1999), Cembalistin
- Christiane Jaquet-Berger (* 1937), Politikerin
- Georges Andrey (* 1938), Historiker
- Carlos von Bourbon-Sizilien (1938–2015), Oberhaupt des Königlichen Hauses Bourbon-Sizilien
- François Carrard (1938–2022), Sportfunktionär
- André Durussel (* 1938), Schriftsteller
- Gil Pidoux (* 1938), Schriftsteller und Maler
- Michel Jeanneret (1940–2019), Literaturwissenschaftler
- Marlyse Pietri (* 1940), Verlegerin
- Pierre-Alain Tâche (* 1940), Schriftsteller und Jurist
- Jean-François Monnard (* 1941), Dirigent und Generalmusikdirektor
- Anne-Marie Simond (* 1941), Künstlerin und Schriftstellerin
- Pierre-André Bovey (* 1942), Komponist und Flötist
- Jörg Müller (* 1942), Illustrator
- Yves Yersin (1942–2018), Filmregisseur, Drehbuchautor und Filmproduzent
- Mario Masini (* 1943), Maler, Lithograf und Szenograf
- Georges Braunschweig (* 1944), Fotograf
- Rahel Hutmacher (* 1944), Schriftstellerin
- Bernard Tschumi (* 1944), Architekt
- Anne-Marie Miéville (* 1945), Filmemacherin, Schauspielerin und Schriftstellerin
- Denis Weidmann (* 1945), Kantonsarchäologe
- Léon Francioli (1946–2016), Kontrabassist und Komponist
- Mario Corti (* 1946), Manager
- Egon von Fürstenberg (1946–2004), Modedesigner
- André Daguet (1947–2015), Politiker
- Jean-Louis Kuffer (* 1947), Journalist, Schriftsteller und Literaturkritiker
- Christoph Müller (* 1947), Benediktinerpater und Autor
- Jean-François Bovard (1948–2003), Posaunist und Komponist
- Pierre-Albert Chapuisat (* 1948), Fussballspieler und -trainer
- Margarita von Hohenzollern-Sigmaringen (* 1949), rumänisch-schweizerische Geschäftsführerin
- François Silvant (1949–2007), Kabarettist
- Marc Porel (1949–1983), französischer Schauspieler
- William Vollery (1949–1989), Autorennfahrer
- Daniel Brélaz (* 1950), Politiker
- Olivier Clerc (* 1950), Jazz- und Improvisationsmusiker
- Frédéric Gonseth (* 1950), Filmemacher
- François Lindemann (* 1950), Jazzmusiker und Komponist
- Fabienne Pakleppa (* 1950), Schriftstellerin

### 1951 bis 1975
- Ubol Ratana (* 1951), älteste Tochter des Königs Bhumibol Adulyadej von Thailand
- Pierre-Alain Gentil (1952–2008), Politiker
- Jean-Charles Rielle (* 1952), Politiker
- Raphaël Aubert (* 1953), Journalist und Schriftsteller
- Alain Fuchs (1953–2024), Chemiker, Wissenschaftsmanager, Universitätspräsident
- Philippe Nicolet (* 1953), Journalist und Regisseur
- Jean-François Sonnay (* 1954), Schriftsteller
- José-Flore Tappy (* 1954), Schriftstellerin und Übersetzerin
- Rolf Sachs (* 1955), Künstler, Designer und Bühnenbildner
- Catherine Bolle (* 1956), Künstlerin
- Charles Favre (* 1957), Politiker
- Bruno Schneider (* 1957), Hornist
- Klaus Douglass (* 1958), Schriftsteller und Theologe
- Antoine Ogay (* 1958), Jazzmusiker
- Bertrand Piccard (* 1958), Psychiater, Wissenschaftler und Abenteurer
- Roland Siegwart (* 1959), Robotiker
- Anthony Radziwill (1959–1999), Filmemacher
- Hélène Bezençon (* 1960), Schriftstellerin
- Nicolas Couchepin (* 1960), Schriftsteller und Übersetzer
- Michael H. Weinstein (* 1960), US-amerikanischer Komponist, Hornist und Musikpädagoge
- Laurent Keller (* 1961), Evolutionsbiologe
- Denis Knobel (* 1961), Diplomat
- Lucienne Peiry (* 1961), Kunsthistorikerin
- Alain Rochat (* 1961), Schriftsteller und Verleger
- Flavia Cocchi (* 1962), Grafikerin, Grafikdesignerin, Kunstpädagogin und Künstlerin
- Marie-José Imsand (* 1962), Malerin und Schriftstellerin
- Vincent Perez (* 1962), Schauspieler, Regisseur, Drehbuchautor und Filmproduzent
- Ronald Schweppe (* 1962), niederländischer Schriftsteller und Musiker
- Caroline Bachmann (* 1963), Malerin und Hochschullehrerin
- Anne Bennent (* 1963), Schauspielerin
- Anne-Catherine Lyon (* 1963), Politikerin
- Malika Reyad (* 1963), deutsch-marokkanische Sängerin, Produzentin und Gesangspädagogin
- Astrid Staufer (* 1963), Architektin und Hochschullehrerin
- Anita Protti (* 1964), Leichtathletin
- Amanda Sandrelli (* 1964), Schauspielerin und Regisseurin
- Denise Virieux (* 1964), Schauspielerin
- Claude Wild (* 1964), Diplomat
- Laurent Lécuyer (* 1965), Autorennfahrer
- David Bennent (* 1966), Schauspieler
- Mirjam Helfenberger (* 1966), Malerin und Musikerin
- Yves Béhar (* 1967), Industriedesigner
- Marc Hottiger (* 1967), Fussballspieler
- Pierre Audétat (* 1968), Fusionmusiker
- Laurence Bidaud (* 1968), Curlerin
- Julien Chapuis (* 1968), Kunsthistoriker
- Sylvie Courvoisier (* 1968), Jazzpianistin und Komponistin
- Pierre-Yves Maillard (* 1968), Politiker
- Stéphane Chapuisat (* 1969), Fussballspieler
- Noémie Kocher (* 1969), schweizerisch-kanadische Schauspielerin und Drehbuchautorin
- Carlos Leal (* 1969), Schauspieler und Rapper
- Corinne Bodmer (* 1970), Freestyle-Skierin
- Sophie Bouvier Ausländer (* 1970), Malerin, Zeichnerin und Bildhauerin
- Fathi Derder (1970–2025), Politiker (FDP), Journalist und Manager
- Stéphane Ducret (* 1970), Künstler
- Simone Meier (* 1970), Journalistin und Schriftstellerin
- Isabelle Moret (* 1970), Politikerin
- Frédérich Valloton (* 1970), Schriftsteller, Präsident der Association vaudoise des écrivains
- Claire Genoux (* 1971), Schriftstellerin
- Emmanuelle Antille (* 1972), Regisseurin und Videokünstlerin
- François de Ribaupierre (* 1972), Jazzmusiker
- Frédéric Gigon (* 1973), Fussballspieler
- Ada Marra (* 1973), Politiker
- Roger Nordmann (* 1973), Politiker
- Raphael Zuber (* 5. Juni 1973), Architekt und Gastprofessor an der EPF Lausanne
- Cedric Notz (* 1974), schweizerisch-aserbaidschanischer Skirennläufer
- Jean-Thomas Vannotti (* 1974), Künstler, Maler, Fotograf, Installationer
- Daniela Aiuto (* 1975), italienische Politikerin
- Fabio Celestini (* 1975), Fussballspieler
- Sophie Michaud Gigon (* 1975), Stadträtin und Nationalrätin (Grüne)

### Ab 1976
- Alexander Al Walser (* 1976), Musiker, Komponist und Produzent
- Sandrine Pelletier (* 1976), Graphikdesignerin, Installationskünstlerin und Bildhauerin
- Alexandre Berthoud (* 1977), Politiker
- Alain Freudiger (* 1977), Schriftsteller und Filmkritiker
- Gregory Knie (* 1977), Circusproduzent und Unternehmer
- Greis (* 1978), Rapper
- Claudia de Rham (* 1978), schweizerisch-britische Physikerin und Professorin
- Frédéric Barth (* 1979), Autorennfahrer
- Reynald Freudiger (* 1979), Schriftsteller
- Ludovic Magnin (* 1979), Fussballspieler
- Jean Christophe Schwaab (* 1979), Jurist und Politiker
- Julien Burri (* 1980), Kulturjournalist und Schriftsteller
- Nicolas Party (* 1980), bildender Künstler und Bildhauer
- Nathalie Benko (* 1983), ehemaliges Model und Ehefrau von René Benko
- Catherine Leutenegger (* 1983), bildnerische Künstlerin und Fotografin
- Frédéric Zwicker (* 1983), Autor und Musiker
- Lauriane Gilliéron (* 1984), Miss Schweiz 2005
- Aline Bonjour (* 1985), Skirennfahrerin
- Nathalie Brugger (* 1985), Seglerin
- Stanislas Wawrinka (* 1985), Tennisspieler
- Marina Viotti (* 1986), französisch-schweizerische Opernsängerin (Mezzosopran)
- Timea Bacsinszky (* 1989), Tennisspielerin
- Guillaume Katz (* 1989), Fussballspieler
- Cyrille Thièry (* 1990), Radrennfahrer
- Lorenzo Viotti (* 1990), Dirigent
- Léo Lacroix (* 1992), Fussballspieler
- Samuel Barata (* 1993), portugiesischer Langstreckenläufer
- Nolan Diem (* 1993), Eishockeyspieler
- Chitchanok Xaysensourinthone (* 1994), Fussballspieler
- David Droux (* 1997), Autorennfahrer
- Marc Frossard (* 1997), Bahnradsportler und Eishockeyspieler
- Morgane Métraux (* 1997), Profigolferin
- Hugo de Sadeleer (* 1997), Autorennfahrer
- Cameron Puertas (* 1998), spanischer Fußballspieler
- Hakan Demirci (* 1999), Fussballspieler
- Josias Lukembila (* 1999), schweizerisch-kongolesischer Fussballspieler
- Walentin Sadiki (* 1999), russischer Theater- und Filmschauspieler
- Isaac Schmidt (* 1999), Fussballspieler
- Andi Zeqiri (* 1999), Fussballspieler
- Gabriel Barès (* 2000), schweizerisch-französischer Fussballspieler
- Stéphane Cueni (* 2001), schweizerisch-kapverdischer Fussballspieler

## Personen, die in Lausanne gewirkt haben
- Bonaventure Corneille Bertram (1531–1594), französischer evangelischer Theologe und Hochschullehrer
- Jakob Amport (1580–1636), evangelischer Theologe und Rektor der Universität
- Guillaume Bucanus († 1603), französisch-schweizerischer evangelischer Geistlicher und Hochschullehrer
- Antoine Court (1696–1760), französischer reformierter Pastor und Direktor der evangelischen Akademie Lausanne
- Jean Paul Sirven (1709–1777), protestantischer Notar aus dem südfranzösischen Castres
- Jean-Philippe Dutoit-Membrini (1721–1793), evangelischer Mystiker
- François Louis de Bons (1723–1797), evangelischer Geistlicher und Hochschullehrer
- Jean-Louis Bridel (1759–1821), reformierter Geistlicher, Theologe und Hochschullehrer sowie Autor
- Daniel-Alexandre Chavannes (1765–1846), evangelischer Geistlicher, Politiker und Naturforscher
- Antoine Monastier (1774–1852), französisch-schweizerischer evangelischer Geistlicher und Historiker
- Pierre Leroux (1797–1871), französischer Philosoph und Sozialist
- Samuel Chappuis (1809–1870), evangelischer Geistlicher und Hochschullehrer
- Aimé-Louis Herminjard (1817–1900), evangelischer Geistlicher, Paläologe und Hochschullehrer
- Wilhelm Marr (1819–1904), deutscher Journalist
- Jean-Frédéric Astié (1822–1894), evangelischer Geistlicher und Theologe
- Eugène Dandiran (1825–1912), evangelischer Geistlicher und Hochschullehrer
- Carl Eschmann-Dumur (1835–1913), Klavierpädagoge
- Felix Draeseke (1835–1913), deutscher Komponist
- Henri Vuilleumier (1841–1925), evangelischer Geistlicher und Rektor der Universität Lausanne
- Auguste Bernus (1844–1904), evangelischer Geistlicher und Hochschullehrer
- Charles Frédéric Porret, evangelischer Geistlicher und Hochschullehrer
- Ernest Combe (1846–1900), Rektor der Universität Lausanne und Präsident der Synode der Waadtländer reformierten Kirche.
- Vilfredo Pareto (1848–1923), Ingenieur, Ökonom, Soziologe, Hochschullehrer
- Paul Chapuis (1851–1904), evangelischer Geistlicher und Hochschullehrer
- Jules Bovon (1852–1904), evangelischer Geistlicher und Hochschullehrer
- Jan Rosen (1854–1936), polnischer Schlachtenmaler
- Agostino Soldati (1857–1938), Richter am Bundesgericht[1]
- Waldemar Haffkine (1860–1930), Bakteriologe
- Pierre de Coubertin (1863–1937), französischer Pädagoge, Historiker und Sportfunktionär, Gründer Internationales Olympisches Komitee, Ehrenbürger
- William Henry Young (1863–1942), englischer Mathematiker
- Louis Perriraz (1869–1961), evangelischer Geistlicher und Hochschullehrer
- Paul Laufer (1871–1959), evangelischer Geistlicher und Hochschullehrer
- René Auberjonois (1872–1957), Maler
- Louis Goumaz (1874–1953), evangelischer Geistlicher und Hochschullehrer
- Frédéric Gilliard (1884–1967), Architekt, Archäologe und Begründer des Römischen Museums Lausanne-Vidy
- Edmond Grin (1895–1977), evangelischer Geistlicher und Rektor der Universität Lausanne
- Carlo Pometta (1896–1979), Bundesrichter
- Vladimir Nabokov (1899–1977), russisch-amerikanischer Schriftsteller, Literaturwissenschaftler und Schmetterlingsforscher
- André Bovon (1902–1971), evangelischer Geistlicher
- Georges Simenon (1903–1989), lebte seit 1957 in der Umgebung von Lausanne und zuletzt in der Stadt selber
- Pierre Pidoux (1905–2001), evangelischer Kirchenmusiker und Musikwissenschaftler
- Christophe Senft (1914–1988), evangelischer Geistlicher und Hochschullehrer
- Karl Heinz Neumayer (1920–2009), deutscher Rechtswissenschaftler und Hochschullehrer
- Fausia von Ägypten (1921–2013), Ehefrau von Schah Mohammad Reza Pahlavi und Königin von Persien
- Lucky Thompson (1924–2005), US-amerikanischer Jazz-Saxophonist
- Rolando Forni (1925–2017), Anwalt und Notar, Bundesrichter[2]
- Hellmut Geissner (1926–2012), deutscher Rhetorik- und Sprechwissenschaftler
- Fulvio Antognini (1926–2001), Mitglied des Bundesgerichts in Lausanne[3]
- Ingvar Kamprad (1926–2018), schwedischer Unternehmer
- Youri Messen-Jaschin (* 1941), Künstler
- Hervé Dumont (* 1943), Filmwissenschaftler
- Olivier Français (* 1955), Politiker
- Cuno Affolter (* 1958), Journalist und Comic-Experte
- Camilla Maraschini (* 29. November 1962 in Verona), Malerin, Bildhauerin, Computer Art, tätig in Lausanne seit 1998[4]
- Géraldine Savary (* 1968), Politikerin
- Stress (* 1977), Rapper
- Léonore Porchet (* 1989), Stadträtin, Grossrätin, Nationalrätin (Grüne)